# Holothuria mactanensis
Holothuria mactanensis is een zeekomkommer uit de familie Holothuriidae.
De wetenschappelijke naam van de soort werd in 1981 gepubliceerd door Tan Tiu.